# Die schöne Müllerin
Die schöne Müllerin (opus 25, D 795) er en sangcyklus for vokal og klaver af den tyske komponist Franz Schubert. Han komponerede den i 1823.
Teksten er fra den tyske digter Wilhelm Müllers digtsamling Die schöne Müllerin, der findes i værket 77 nachgelassene Gedichte aus den Papieren eines reisenden Waldhornisten (77 efterladte digte fra en rejsende valdhornists papirer) fra 1821. Digtene er inspireret af Müllers ugengældte kærlighed til digteren Luise Hensel. Schubert har skrevet musik til 20 af digtene.
Sangcyklussen handler om en ung møllersvend, der bryder op hjemmefra for at søge lykken. Ved at følge en bæk når han til en ny mølle, hvor han får arbejde. Han forelsker sig i møllerens datter, men da hun forelsker sig i en jæger, gribes møllersvenden af fortvivlelse og drukner sig i mølleåen. I den sidste sang ('Des Baches Wiegenlied') synger bækken en sørgmodig vuggevise for møllersvenden.